# Seleniolycus pectoralis
Seleniolycus pectoralis es una especie de pez de la familia de los Zoarcidae en el orden de los perciformes.

## Morfología
- Tanto los macho s como las hembras pueden alcanzar 38 cm de longitud total.
- Número de vértebras: 86-89.[1]

## Hábitat
Es un pez de mar y de Clima polar que vive entre 1.948-2.594 m de profundidad.

## Distribución geográfica
Se encuentra en la confluencia entre los océanos Antártico y Pacífico. 

## Observaciones
Es inofensivo para los humanos. 